# 翁德尔
翁德尔（法語：Ondres，法語發音：[ɔ̃dʁ]）是法国朗德省的一个市镇，属于达克斯区。

## 地理
翁德尔（43°33'39"N, 1°26'58"W）面积15.13 平方千米，位于法国新阿基坦大区朗德省，该省份为法国西南部沿海省份，是法國本土面积第二大的省，北起吉倫特省，西临大西洋，南至大西洋比利牛斯省，东临热尔省，东北与洛特-加龍省接壤。
与翁德尔接壤的市镇（或旧市镇、城区）包括：拉贝讷、圣马丹德塞尼昂、塔尔诺斯。

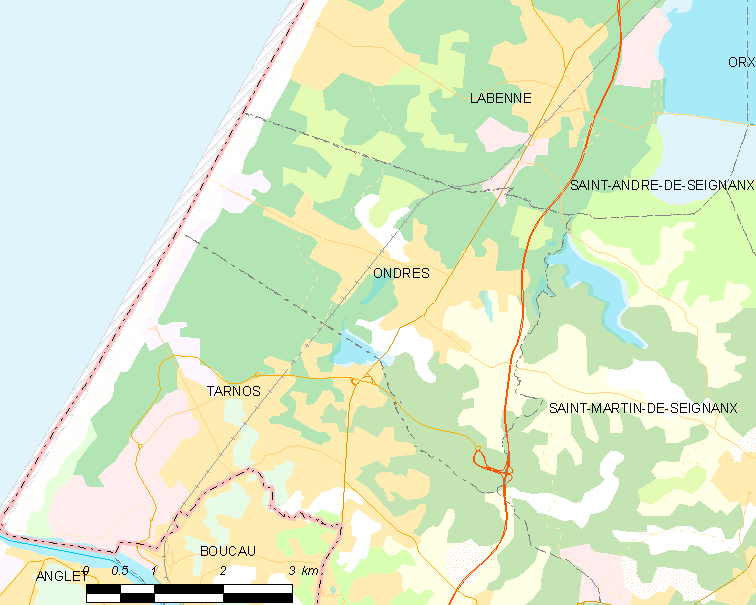
翁德尔的OSM定位图

翁德尔的时区为UTC+01:00、UTC+02:00（夏令时）。

## 行政
翁德尔的邮政编码为40440，INSEE市镇编码为40209。

## 政治
翁德尔所属的省级选区为塞尼昂县。

## 人口

1962-2008年间翁德尔人口变化图示

翁德尔于2022年1月1日时的人口数量为6194人。